# Mesocinetus mongolicus
Mesocinetus mongolicus is een keversoort uit de familie buitelkevers (Eucinetidae). De wetenschappelijke naam van de soort werd in 1986 gepubliceerd door Ponomarenko.